# 韩国收养
关于韩国收养的问题，特别是历史上韩国收养率很低一直是该国讨论的焦点，这也成为了这些年通过了一些新政策的原因。1953年朝鲜战争结束时，韩国开始参与跨国收养。在接下来的几十年里，随着海外收养的增加，韩国努力鼓励减少跨国收养，增加国内收养。韩国每年有大量儿童被收养，这可归因于各种因素：缺乏对未婚母亲的支持，以及社会污名，这些原因在很大程度上促成了这些数字。现在韩国已经成立了几个组织，以支持未婚母亲和消除社会带来的耻辱感。几十年来，收养政策也发生了变化。《特别收养法》于2011年通过，旨在促进韩国国内收养。然而，修正案生效后，随之而来的意外结果是更多的儿童被遗弃。

## 实践收养的历史
朝鲜战争(1950-1953年)之后，流离失所儿童的数量有所增加。 1954年，随着儿童安置服务机构的成立，韩国的收养工作正式开始。政府于1976年制定了《收养和寄养五年计划》，目的是增加韩国国内收养。 这个计划没有达到预期效果，因为仅仅9年后，韩国的国际收养率就达到了高峰。在1985年达到这一高峰后，韩国将8837名儿童送往国外，韩国也因如此高的国际收养人数而受到批评。 1989年，韩国实施了一项新政策，结束了国际收养，并反过来保持国内收养。据称，目前的目标是，只有混血儿和残疾儿童才会被国际收养。2007年韩国出台了一项新政策，试图增加国内的收养。制定这项政策是为了优先考虑国内收养，只允许在儿童被提出收养后的五个月内在国内收养。

## 特别收养法及其后果
2011年，韩国的收养法被修订，被称为《特别收养法》。2012年8月，《特别收养法》正式生效。《特别收养法》的通过，是希望增加韩国国内收养，减少国际收养。这项新的修正案改变了有关收养程序的一些规定。首先，该修正案中有三项与亲生父母有关的新规定。首先，它要求产后七天的等待期，然后生父母才能同意收养。第二，如果亲生父母保留孩子，则必须告知他们可利用的相关资源。这样做是为了敦促生身父母重新考虑，并阻止他们完全弃养孩子。该法案对亲生父母的最后一项要求是，亲生父母有义务到家庭法院办理收养手续。家庭法院的强制性批准意味着收养以及将孩子送去收养的亲生父母将被记录在公共记录中。
除了《特别收养法》对亲生父母的影响外，还有关于收养父母的新规则和条例。在该法案实施后，领养父母将被检查是否有任何犯罪活动的历史，如虐待儿童、滥用毒品、家庭暴力和其他相关活动，这些活动将表明收养儿童的家庭不安全。如果在收养过程中的任何时候出现这种性质的情况，收养权将被取消。
对于被收养的儿童，他们可以获得更多的资源。通过《特别收养法》，成立了中央收养机构。中央收养机构是一种跟踪生父生母资料的方式，如果生父生母同意公开自己的个人信息，那么被收养的孩子在以后的生活中就可以查阅亲生父母的信息。被收养的儿童即使不能获得其亲生父母的信息，也可以获取与他们的收养有关的信息。在特殊情况下，如出于医疗目的，被收养的孩子不需要征得亲生父母的同意就可以获得与自己有关的必要信息。

### 《特别收养法》之后的韩国国内收养和遗弃状况
虽然《特别收养法》是为了增加国内收养数量，减少国际收养和遗弃儿童等其他事件而通过的，但并没有取得预期的效果。修改后，国内收养与国际收养的比例增加了，但总体上收养的数量减少了。 这是因为更多的孩子被遗弃，而不是被父母收养。在《特别领养法》通过之前的2010年，韩国有191名儿童被遗弃。该修正案于2012年生效，被遗弃儿童的数量增加到235人。

## 未婚母亲和儿童保育
未婚父母所生的孩子在每年被收养的大量儿童中占很大比例。从2012年的收养统计数据来看，未婚母亲所生的孩子约占被收养儿童的92.8%。很多被收养的孩子的生母都是未婚，这可以通过多种原因来解释。首先，韩国的耻辱感使未婚母亲不愿意抚养自己的孩子。这也是《特别收养法》的部分问题，因为由于收养需要在政府档案中记录，一些母亲不愿意让收养成为她们书面历史的一部分。此外，政府直到2003年才为单身母亲提供支持。即使在政府开始支持之后，每月分配的资金也只有5万韩元(约合44美元)。2009年，每月补贴增加到10万韩元(合89美元)。其次，缺乏足够的托儿服务导致了未婚母亲把孩子送人收养的循环。如果没有足够的托儿服务，就会妨碍母亲获得全职工作的机会，从而在母亲与只能向全职正式雇员提供的适当福利机会之间设置了限制。1990年，人们担心现有的的托儿数量只能为不到9%的儿童提供服务，随后进行了一些改革。1995年至1997年期间，韩国为建设新设施投入了资金，但对这些设施增加的需求导致艰难尝试的效果不够充分。2012年初，政府表示，他们将开始为所有需要的人提供托儿服务，特别是两岁以下的儿童，无论父母的收入如何。然而，到了年底，由于保持这一计划的成本很高，所以这一计划无法继续实施。

### 支持未婚母亲的组织
在韩国，已经出现了为未婚母亲的权利提供支持的组织。下面列出了几个主要的组织。
- 韩国未婚母亲家庭协会 (KUMFA)
- 韩国未婚母亲救助协会
- 韩国收养社区真相与和解组织（TRACK）
- 韩国被收养者团结工会[5]